# Julien Pierre
Julien Pierre (Rodez, 31 luglio 1981) è un ex rugbista a 15 francese che giocava seconda linea. Tra le sue 27 presenze a livello internazionale con la Nazionale francese vanta la partecipazione alla Coppa del Mondo di rugby 2011.

## Biografia
Nativo di Rodez, Julien Pierre crebbe nello Stade rochelais (La Rochelle), per poi passare al Bourgoin-Jallieu, del quale divenne capitano e in cui rimase sei stagioni; nel 2008 firmò un contratto biennale, con opzione per un terzo ulteriore, al Clermont Auvergne.
Con tale ultimo club vanta un titolo di campione di Francia conquistato nel 2010.
Preselezionato da Bernard Laporte negli incontri di preparazione alla Coppa del Mondo di rugby 2007 (esordì nel giugno di quell'anno contro la Nuova Zelanda) non fu poi incluso nella rosa che prese parte alla manifestazione; tornato in Nazionale in occasione del Sei Nazioni 2010, è da allora sceso in campo in tutti gli incontri che, fino a tutta la Coppa del Mondo di rugby 2011, hanno visto impegnata la Francia.
A livello internazionale vanta il Grande Slam nel Torneo del 2010 e la finale della Coppa del Mondo di rugby 2011.

## Palmarès
- Campionati francesi: 1
Clermont Auvergne: 2009-10